# Ligne Somain - Douai (Sud)
Pour les articles homonymes, voir Ligne Somain - Douai.
La ligne Somain - Douai (Sud) a été ouverte à la fin du XIXe siècle par la Compagnie des mines d'Aniche dans le but de relier les fosses aux usines et aux gares de triage pour l'exportation. Une autre ligne, la ligne Somain - Douai (Nord) a été ouverte au Nord de la concession dans le même but.